# Semaxanib
Semaxanib  (SU5416) là thuốc ức chế tyrosine-kinase được SUGEN thiết kế như một phương pháp điều trị ung thư. Nó là một loại thuốc thử nghiệm, không được cấp phép sử dụng cho bệnh nhân người ngoài các thử nghiệm lâm sàng. Semaxanib là một chất ức chế tổng hợp mạnh và chọn lọc của yếu tố tăng trưởng nội mô mạch máu Flk-1 / KDR (VEGF) tyrosine kinase. Nó nhắm mục tiêu con đường VEGF, và cả nghiên cứu in vivo và in vitro đã chứng minh tiềm năng chống ung thư.
Vào tháng 2 năm 2002, Pharmacia, cha mẹ của Sugen, đã kết thúc sớm các thử nghiệm lâm sàng giai đoạn III của semaxinib trong điều trị ung thư đại trực tràng tiến triển do kết quả không được khuyến khích. Các nghiên cứu khác, ở các giai đoạn trước đó, đã được tiến hành. Tuy nhiên, do triển vọng của thuốc ức chế tyrosine kinase thế hệ tiếp theo và sự không hiệu quả của semaxanib trong các thử nghiệm lâm sàng, việc tiếp tục phát triển thuốc đã bị ngừng lại. Một hợp chất liên quan, SU11248 đã được phát triển thêm bởi Sugen, và sau đó bởi Pfizer và được FDA phê chuẩn là sunitinib (Sutent) để điều trị ung thư biểu mô thận vào tháng 1 năm 2006.